# Скремблер
Скремблер (англ. scramble — шифровать, перемешивать) — программное или аппаратное устройство (алгоритм), выполняющее скремблирование — обратимое преобразование цифрового потока без изменения скорости передачи с целью получения свойств случайной последовательности. После скремблирования появление «1» и «0» в выходной последовательности равновероятны. Скремблирование — обратимый процесс, то есть исходное сообщение можно восстановить, применив обратный алгоритм.

## Цели скремблирования
Применительно к телекоммуникационным системам скремблирование повышает надёжность синхронизации устройств, подключённых к линии связи (обеспечивает надёжное выделение тактовой частоты непосредственно из принимаемого сигнала), и уменьшает уровень помех, излучаемых на соседние линии многожильного кабеля. Другая область применения скремблеров — защита передаваемой информации от несанкционированного доступа.
Для алгоритмов скремблирования исключительно важны скорость работы и случайный характер последовательности, чтобы его нельзя было восстановить в случае перехвата противником. Процесс скремблирования может включать в себя добавление определённых компонент к исходному сигналу либо изменение важных частей сигнала для того, чтобы усложнить восстановление вида исходного сигнала либо для придания сигналу определённых статистических свойств.
Скремблеры применяются в телефонных сетях общего пользования, спутниковой и радиорелейной связи, цифровом телевидении, а также для защиты лазерных дисков от копирования.
Обычно скремблирование осуществляется на последнем этапе цифровой обработки непосредственно перед модуляцией.

## Типы скремблеров
- Самосинхронизирующиеся скремблеры (СС)
- Аддитивные скремблеры (с установкой)

### Самосинхронизирующиеся скремблеры

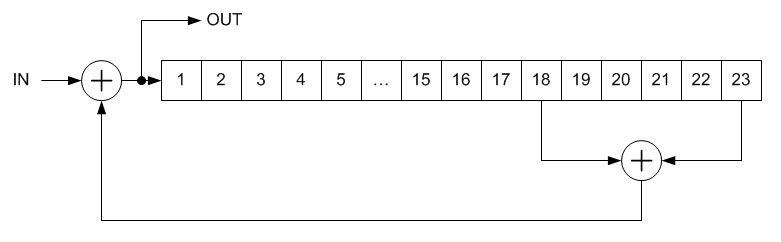
Скремблер самосинхронизирующийся

Основной частью скремблера является генератор псевдослучайной последовательности (ПСП) в виде линейного n-каскадного регистра с обратными связями, формирующий последовательность максимальной длины {\displaystyle 2^{n}-1}.
Особенностью самосинхронизирующегося скремблера (СС скремблера) является то, что он управляется скремблированной последовательностью, то есть той, которая передаётся в канал. Поэтому при данном виде скремблирования не требуется специальной установки состояний скремблера и дескремблера: скремблированная последовательность записывается в регистры сдвига скремблера и дескремблера, устанавливая их в идентичное состояние. При потере синхронизма между скремблером и дескремблером время восстановления синхронизма не превышает числа тактов, равного числу ячеек регистра скремблера.
На приёмной стороне выделение исходной последовательности происходит путём сложения по модулю 2 принятой скремблированной последовательности с последовательностью на выходе сдвигового регистра. Например, для схемы, приведённой на рисунке, входная последовательность {\displaystyle IN} с помощью скремблера в соответствии с соотношением {\displaystyle OUT=IN\oplus (R_{18}\oplus R_{23})} преобразуется в посылаемую двоичную последовательность {\displaystyle OUT}. В приёмнике из этой последовательности таким же регистром сдвига, как на приёме, формируется последовательность {\displaystyle IN'=OUT\oplus (R_{18}\oplus R_{23})=IN\oplus (R_{18}\oplus R_{23})\oplus (R_{18}\oplus R_{23})=IN}.
Как следует из принципа действия схемы, при одной ошибке в последовательности {\displaystyle IN} ошибочными получаются также последующие восемнадцатый и двадцать третий символы (в данном примере). В общем случае влияние ошибочно принятого бита будет сказываться a раз, где a — число обратных связей в регистре сдвига. Таким образом, СС скремблер-дескремблер обладает свойством размножения ошибок. Данный недостаток СС скремблера-дескремблера ограничивает число обратных связей в регистре сдвига; практически это число не превышает a = 2.
Второй недостаток СС скремблера связан с возможностью появления на его выходе при определённых условиях так называемых «критических ситуаций», когда выходная последовательность приобретает периодический характер с периодом, меньшим длины ПСП.
Чтобы предотвратить это, в скремблере и дескремблере предусматриваются специальные дополнительные схемы контроля, которые выявляют наличие периодичности элементов на входе и нарушают её.

### Аддитивные скремблеры

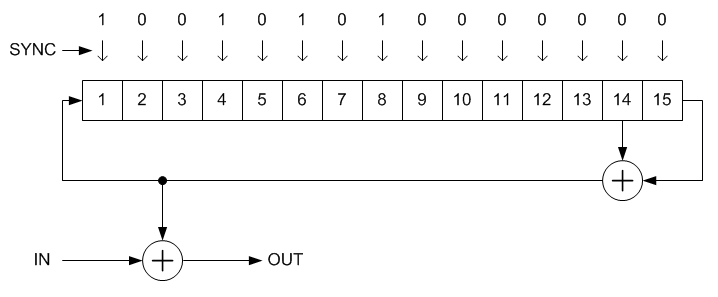
Скремблер аддитивный

При аддитивном скремблировании требуется предварительная идентичная установка состояний регистров скремблера и дескремблера. В скремблере с установкой (АД-скремблере), как и в СС скремблере, производится суммирование входного сигнала и ПСП, но результирующий сигнал не поступает на вход регистра. В дескремблере скремблированный сигнал также не проходит через регистр сдвига, поэтому размножения ошибок не происходит.
Суммируемые в скремблере последовательности независимы, поэтому их период всегда равен наименьшему общему кратному величин периодов входной последовательности и ПСП и критическое состояние отсутствует. Отсутствие эффекта размножения ошибок и необходимости в специальной логике защиты от нежелательных ситуаций делают способ аддитивного скремблирования предпочтительнее, если не учитывать затрат на решение задачи синхронизации скремблера и дескремблера. В качестве сигнала установки в цифровых системах передачи данных используют сигнал цикловой синхронизации.

## Защита телефонных переговоров
Аудиоскремблеры активно применяются для защиты телефонных переговоров. При скремблировании возможно преобразование речевого сигнала по трём параметрам: амплитуде, частоте и времени. Однако в системах подвижной радиосвязи практическое применение нашли в основном частотные и временные преобразования сигнала, а также их комбинации. Возможные помехи в радиоканале существенно затрудняют точное восстановление амплитуды речевого сигнала, в связи с чем амплитудные преобразования при скремблировании практически не применяются.
Основные методы преобразования речевого сигнала:
- Частотные преобразования
  - Частотная инверсия сигнала (преобразование спектра сигнала с помощью гетеродина и фильтра)
  - Разбиение полосы частот речевого сигнала на несколько поддиапазонов и частотная инверсия спектра в каждом относительно средней частоты поддиапазоне
  - Разбиение полосы частоты речевого сигнала на несколько поддиапазонов и их частотные перестановки
- Временные преобразования
  - Инверсия по времени сегментов речи
  - Временные перестановки сегментов речевого сигнала
- Комбинированные методы

### Частотные преобразования
При частотной инверсии преобразование спектра речевого сигнала эквивалентно повороту частотной полосы сигнала вокруг некоторой средней частоты Fи — частоты инверсии.
Несколько более сложный по сравнению с частотной инверсией способ преобразования сигнала обеспечивает скремблер с разбиением полосы речевого сигнала на поддиапазоны с частотной инверсией сигнала в каждом поддиапазоне (полосно-сдвиговый инвертор). Обычно используется разбиение полосы на 2 поддиапазона.
Полосовые скремблеры используют способ разбиения полосы речевого сигнала на несколько поддиапазонов с частотными перестановками этих поддиапазонов. Полосовой скремблер может быть реализован на основе быстрого преобразования Фурье (БПФ). В таком скремблере на передающей стороне производится прямое БПФ, частотная перестановка полос, а затем — обратное БПФ. На приёмной стороне осуществляются аналогичные преобразования с обратной частотной перестановкой полос. В скремблерах с БПФ возможно достичь высокой степени защиты информации за счёт увеличения количества перемешиваемых полос, однако на практике этот метод скремблирования в подвижной радиосвязи применяется редко в связи со сложностями технической реализации. Кроме этого, скремблеры с БПФ вносят в канал связи временную задержку.

### Временные преобразования
Простейшим видом временного преобразования является временная инверсия, при которой исходный сигнал делится на последовательность временных сегментов и каждый из них передаётся инверсно во времени — с конца к началу.
В скремблере с временными перестановками речевой сигнал делится на временные кадры, каждый из которых в свою очередь подразделяется на сегменты, а затем сегменты речевого сигнала подвергаются перестановке.

### Комбинированные преобразования
Для дальнейшего повышения степени закрытия речи используется комбинация временного и частотного скремблирования. В таком скремблере после аналого-цифрового преобразования спектр оцифрованного речевого сигнала разбивается на частотно — временные элементы, которые затем перемешиваются на частотно — временной плоскости в соответствии с одним из криптографических элементов и суммируются, не выходя за пределы частотного диапазона исходного сигнала.

## Телевидение
Скремблеры используются в цифровом и кабельном телевидении для предоставления доступа к платному контенту и предотвращения кражи транслируемого сигнала. Ранние версии этих устройств инвертировали одну из составляющих телесигнала, восстанавливая её на клиентской стороне. Позже более совершенные скремблеры стали фильтровать одну из компонент сигнала и передавать данные без неё. Восстановление исходной последовательности с помощью добавления недостающей части сигнала происходит на стороне пользователя.

## Криптография
Необходимость синхронизации скремблеров привела Джеймса Эллиса к идее криптосистем с открытым ключом, что впоследствии привело к созданию алгоритма шифрования RSA и протокола Диффи-Хеллмана.
Современные системы скремблирования сильно отличаются от оригинальных скремблеров. Это сложные оцифровывающие устройства, совмещённые с устройствами шифрования. В таких системах исходный сигнал преобразуется в цифровую форму, затем данные шифруются и отправляются. Будучи совмещёнными с системами асимметричного шифрования, эти «скремблеры» являются более криптостойкими, чем их ранние аналоги. Только такие системы считаются достаточно надёжными для работы с важными данными.